# 木村佳奈枝
木村 佳奈枝（きむら かなえ、1994年5月17日 - ）は、日本の女優、シンガーソングライター。2019年から2022年まで、劇団Miss女子会に所属。

## 来歴
京都府出身。高校生時代からギターの弾き語りを始める。大学生時代の2014年6月に『miwa acoustic live tour 2014 "acoguissimo 3"』の滋賀公演にオープニングアクトとして出演。
2017年9月にSHOWROOMにて配信活動を開始。2018年11月に秋元康プロデュース京都SUSHI劇場の専属パフォーマーとして舞台デビュー。
2019年5月に劇団Miss女子会に加入。2021年2月には女優活動と並行して、京都SUSHI劇場で共演したmoe☆moe（鈴木萌花）、NATSUMIとともにダンスボーカルユニットgLuttON（グラットン）を結成。
2021年10月から12月まで、BSS山陰放送のラジオ番組『みょ〜なラジオ』にレギュラー出演。また、2021年末から2022年にかけて、放送大学の2022年4月入学生募集広告のイメージモデルを務め、2022年1月から2月の期間には全国のテレビCMや⾸都圏主要路線の交通広告等にも登場。
2022年7月、劇団Miss女子会第6会公演『幸せであれ！』にて、初めて脚本・演出を担当。同年11月、所属していた劇団Miss女子会が解散。

## 人物
ギターの弾き語り以外にも、ルービックキューブやカラスの鳴き真似を得意とする。
長さ8.5cmあるという額が特徴的な顔立ちで、TikTokにはおでこ就活生というキャラクターに扮した動画も投稿している。

## 出演

### 広告
- 放送大学 2022年4月入学生募集（2021年） - イメージモデル[14][15][7][8]
- Roland×島村楽器 エアロフォン AE-20SC（2022年）[16][17]
- 放送大学 2022年10月入学生募集、2023年4月入学生募集（2022年）[18][19][20][21]
- 放送大学 2023年10月入学生募集[22][23]、2024年4月入学生募集（2023年）
- 福井銀行 カードローン（2023年）[24][25]
- 静岡ガス 企業CM「あなたとルルル」篇（2023年）[26]
- ジョンソン・エンド・ジョンソン バンドエイド キズパワーパッド テレビCM「あかぎれ翌日には」篇（2023年）[27][28]
- 放送大学 2024年10月入学生募集（2024年）
- PeopleX PeopleWork WebCM（2024年）[29]
- 静岡ガス 企業CM「わくわく」篇（2025年）[30]

### 舞台
- 京都SUSHI劇場『寿司は別腹 ALWAYS ROOM for SUSHI』（2018年11月 - 2019年2月） - イカ組[1]
- Monkey Works Vol.03『デビルマン 不動を待ちながら』（2019年11月20日 - 11月24日、サンモールスタジオ）[31] - 磯崎いなほ役
- S・T・B企画『エモ・ロス Emotion・Lose』（2020年11月18日 - 11月22日、オメガ東京）[32] - 宮入南役[1]
- フライドBALL企画vol.43『Funkyナース〜きばらんか！〜』（2021年3月31日 - 4月4日、THEATER BRATS）[33] - 藤井真理役
- 五反田タイガー10th Stage『Casket〜深海から見える星〜』（2021年11月10日 - 11月14日、草月ホール）[34] - ワカメ役[35]
- フライドBALL企画vol.48『やりなおしに決めた』（2022年2月2日 - 2月6日、THEATER BRATS）[36] - 須藤美梨役
  - 降板することになった山本真夢の代役としてヒロインに抜擢
- フライドBALL企画vol.50 『うらがわの事件簿』（2022年5月11日 - 5月15日、THEATER BRATS）[37] - ソラ役
  - 神崎晴香（出雲亜美役）とダブル主演
- 演劇ユニット ミチスガラ 旗揚げ公演『くらげの論壇』（2022年8月24日 - 8月28日、コフレリオ新宿シアター）[38] - 白井りさ役
- 劇団ウルトラマンション 第18回公演『さくらが咲く前に』（2022年9月21日 - 9月25日、中野・劇場HOPE）[39] - 瞳役[40]
- Monkey Works Vol.09『憧れのサンパチマイク』（2022年11月2日 - 11月6日、シアターサンモール）[41] - 三矢樹理役[42]
- フライドBALL企画vol.56『いちについてよーい』（2023年2月8日 - 2月12日、THEATER BRATS）[43] - 芳乃役
- 演劇ユニット ミチスガラ 第2回公演『寓話のゴーグル』（2023年4月26日 - 5月1日、上野ストアハウス）[44] - 近藤夏美役
- みょーちゃん劇団 第11回公演『3年B組 みょー八先生』（2023年6月14日 - 6月18日、シアター・アルファ東京）[45] - 生徒役
- Play Omnibus 第2回本公演『よかよ』（2023年9月6日 - 9月10日、山王FOREST大森theater）[46] - 水原一桜里役
- 五反田タイガー13th Stage『BORDER〜罪の道〜』（2023年10月25日 - 10月29日、六行会ホール）[47] - 門田梨々子役[48]
- ぱすてるからっとproduce 舞台『裏白雪姫物語』（2023年12月14日 - 12月17日、シアターグリーン・BOX in BOX THEATER）[49] - 福子役[50]
  - 神崎晴香（白雪姫役）と白チームのダブル主演[50]
- 月の終わりと始まりはシアター#8『12月の曲解』（2024年1月2日 - 1月4日、中野劇場BIT）[51] - 今川神楽役[52]
  - 劇中曲の作詞作曲も担当[52]
- 月の終わりと始まりはシアター#10『2月の門限』（2024年3月1日 - 3月4日、中野劇場BIT）[53] - 冬月雲雀役
- 月の終わりと始まりはシアター#11『3月の狂詩曲』（2024年3月29日 - 4月1日、中野劇場BIT）[54] - 鳥風三春役
  - 横大路伸と共同で脚本も担当[54]
- &4第4回公演『結びの言葉』（2024年4月24日 - 4月29日、コフレリオ新宿シアター）[55] - 三津谷飛鳥役[56]
- cafe公演ウルトラマンションpresents『車椅子のピアニスト』（2024年7月13日 - 7月14日、lucky base）[57] - 鈴木美音役[58]
- 盆栽サイダー第五回公演『なぞる。』（2024年9月5日 - 9月8日、ウッディシアター中目黒）[59] - 伊丹友香役[60]
- ぱすてるからっとproduce 舞台『橋の下のショコラティエ』（2024年9月19日 - 9月23日、シアターグリーン・BIG TREE THEATER）[61] - リーチェ役[62]
- みょーちゃん劇団 第12回公演『みょーみょーラブストーリー』（2024年10月29日 - 11月3日、πTOKYO）[63] - 赤名リカ役
- &4第5回公演『おとぎの法廷』（2025年3月26日 - 3月30日、中野テアトルBONBON）[64] - シンデレラ姉役[65]
- 劇団5454 2025年初夏企画公演『カタロゴス〜『玉』/『石』についての短編集〜』（2025年5月27日 - 6月1日、シアター711）[66]
- 盆栽サイダー第六回公演『よすがの駅舎』（2025年6月18日 - 6月22日、萬劇場）[67] - 丹原巴役[68]
- WITH YOU 第16回公演『それでも恋する世界線Ⅱ』（2025年10月1日 - 5日〈予定〉、赤坂RED/THEATER）[69]

#### 劇団Miss女子会関連
- 第2会公演『男尊ジョリー』（2019年7月31日 - 8月4日、サンモールスタジオ）[70] - 佐藤りな役[1]
- 第3会公演『アンダンテ〜歩くような速さで〜』（2020年2月19日 - 2月23日、中野ザ・ポケット）[71] - 寺井未央役[1]
- 第4会公演『キャプションボード』（2020年12月16日 - 12月20日、新宿村LIVE）[72] - 金剛寺薺役[1]
- 第5会公演『seven』（2021年12月1日 - 12月5日、中野テアトルBONBON）[73] - 佐々木日向役
  - 劇中で流れる曲の制作と弾き語りも担当[74]
- 第6会公演『幸せであれ！』（2022年7月14日 - 7月18日、コフレリオ新宿シアター）[9] - 白岩一葉役[75]
  - 脚本・演出も担当[10]

### テレビ番組
- ノブコブ吉村にキスされたい（2020年3月30日、テレビ東京）[1]
- 恋する36時間（2021年3月13日、日本テレビ）[76][77]

### 配信番組
- みすじょちゅーぶ/Miss女子会（2020年8月1日 - 、YouTube）[78]
- my theater PLUSシネマ学園映画部（2021年1月29日 - 2021年9月1日、YouTube）[79]
- ドラマ『酒癖50』 第5話、第6話（2021年8月12日、8月19日、AbemaTV）[80][81]
- ETVOS（エトヴォス）公式ブランド チャンネル（2022年2月18日、YouTube）[82]
- ドラマ『Loved One 〜愛してるの言葉で泣くのはいつも君だった〜』 第1話（2022年4月23日、U-NEXT）[83]
- まつりと｜日本のまつり探検プロジェクト『私たちの祭り探検』#4、#8、#19、#21、#32、#33、#37、#40、#44、#49（2022年8月14日 - 2023年3月6日、YouTube）[84][85][86][87][88][89][90][91][92][93]
- 盆栽サイダー『【短編ドラマ】君の思わせぶりじゃなくて僕の思い込みなの？どうしようもなく好きなんだ。』（2023年9月24日、YouTube）[94]
- 月の終わりと始まりはシアター ショートムービー『ポップスターは生きることにした』（2023年12月31日、YouTube）[52]
- 盆栽サイダー『【短編ドラマ】婚約直後、彼氏に女の影が』（2024年2月4日、YouTube）[95]
- 短編 『先輩と後輩の昼休み 〜エイプリルフールの昼休み2〜』（2024年9月28日、YouTube）[96]
- 盆栽サイダー『【短編ドラマ】あとだし』（2024年12月8日、YouTube）[97]

### ラジオ番組
- めっちゃ輝きたい!!（2020年5月25日、調布FM）[98]
- みょ〜なラジオ（2021年10月3日 - 12月26日、BSS山陰放送）[99][100] - アシスタントMC[6]
- K-Style radio（2024年10月18日 - 、α-STATION FM京都） - アシスタント[101]

### ライブ
- TPSクリスマスLIVE（2019年12月15日、Twin Box AKIHABARA）[102]
- ハイブリってみました。〜アコ女・オケ女〜 vol.7（2022年1月7日、新宿Cat's hole）[103]
- 東京ギターハーモニー52（2022年11月25日、新宿Cat's hole）[104]
- Suddenly Express vol.6（2025年1月26日、西早稲田 BLAH BLAH BLAH）[105]

#### gLuttONとして
- gLuttON（グラットン）お披露目ライブ（2021年3月20日、ツイキャス）[106]
- ハイブリってみました。〜アコ女・オケ女〜 vol.3（2021年9月3日、新宿Cat's hole）[107]
- ハイブリってみました。〜アコ女・オケ女〜 vol.4（2021年10月1日、新宿Cat's hole）[108]
- Dual on Stream（2021年10月27日、池袋FIELD）[109]
- ハイブリってみました。〜アコ女・オケ女〜 vol.5（2021年11月5日、新宿Cat's hole）[110]
- ミューズの庭 -Wednesday-（2021年12月15日、池袋FIELD）[111]
- 723シャトンヌ⤴主催ライブ〜殺フェスvol.7〜（2022年2月20日、新宿Cat's hole）[112]
- LIVE！ on AKIBA Vol.13（2022年3月20日、AKIBAカルチャーズ劇場）[113][114]
- ハイブリってみました。〜アコ女・オケ女〜 vol.10（2022年4月1日、新宿Cat's hole）[115]
- 723シャトンヌ⤴主催ライブ〜殺フェスvol.9〜（2022年4月17日、新宿Cat's hole）[116]
- Female Melodia vol.1（2022年4月17日、新宿Cat's hole）[117]
- ハイブリってみました。〜アコ女・オケ女〜 vol.12（2022年6月3日、新宿Cat's hole）[118]
- 723シャトンヌ⤴主催ライブ〜殺フェスvol.11〜（2022年6月19日、新宿Cat's hole）[119]
- アイスリボン Princess's Party 第6戦（2022年7月20日、レッスル武闘館） - ミュージックゲスト[120]
- AI AKANE presents A.Music Live #13（2022年8月14日、中目黒SPARK JOY）[121]
- ハイブリってみました。〜アコ女・オケ女〜 vol.16（2022年10月7日、新宿Cat's hole）[122]
- 723シャトンヌ⤴主催ライブ〜殺フェスvol.17〜（2022年12月18日、新宿Cat's hole）[123]
- gLuttON 2nd Anniversary Special Showtime 〜いっぱいたべたい。〜（2023年2月23日、BAN×KARA ZONE-DS） - ワンマンライブ[124]
- ガールズ×ガールズ×ガールズvol.238（2023年4月15日、渋谷CLUB ROSSO）[125]
- ガールズ×ガールズ×ガールズvol.241（2023年4月23日、巣鴨獅子王）[126]
- ハイブリってみました。〜アコ女・オケ女〜 vol.22（2023年5月12日、新宿Cat's hole）[127]
- ガールズ×ガールズ×ガールズvol.249（2023年5月28日、渋谷CLUB ROSSO）[128]
- ハイブリってみました。〜アコ女・オケ女〜 vol.24（2023年7月7日、新宿Cat's hole）[129]
- ハイブリってみました。〜アコ女・オケ女〜 vol.27（2023年10月6日、新宿Cat's hole）[130]
- gLuttON LAST LIVE ～おなかいっぱい。～（2024年2月23日、赤坂チャンスシアター） - ワンマンライブ[131]

### MV
- Day and Night MV 「アーカイブ」（2021年9月25日公開、YouTube）[132][133]
- ギリシャラブ MV 「聖 / 俗」（2022年3月30日公開、YouTube）[134][135] - gLuttONとして[136]
- nine land mine. MV 「ヨイゴコロ」（2022年11月25日公開、YouTube）[137][138]

### フリーペーパー
- 秋葉原観光マップ アド街っぷ Vol.85 Sweet版（2020年6月）[139][140]
- 秋葉原観光マップ アド街っぷ Vol.90 Sweet版（2020年11月）[12][141]